# Mandarina (color)
El color mandarina es un tono de naranja que debe su nombre a la fruta del mismo nombre.

## Uso en diseño gráfico
Los tonos mandarina a veces son importantes para los diseñadores gráficos a la hora de construir identidades, reconocimiento de marca y anuncios destacados para los clientes.  Debido al brillo de las variantes de color, a menudo se emplean para hacer que un objeto pequeño pero de importancia central se destaque, especialmente cuando está rodeado por los colores planos de los tonos tierra.  Los tonos mandarina también pueden seleccionarse como complementos de otros tonos brillantes y debido a su relativa rareza de uso.
Uno de los iMacs originales "con sabor a fruta" lanzado en 1999 fue el iMac Tangerine   (Apple no podía llamarlo "Orange" debido a la existencia de la firma rival Orange Micro ).
En el ámbito deportivo, el club de fútbol inglés Blackpool juega en el estadio y está fuertemente identificado con el color mandarina desde 1923. 